# 99-та легка піхотна дивізія (Третій Рейх)
99-та легка піхотна дивізія (Третій Рейх) (нім. 99. leichte-Infanterie-Division) — легка піхотна дивізія Вермахту за часів Другої світової війни. 22 жовтня 1941 переформована на 7-му гірсько-піхотну дивізію.

## Історія
99-та легка піхотна дивізія була створена 16 листопада 1940 в Бад-Кіссінгені під час 12-ї хвилі мобілізації Вермахту на базі формувань 17-ї та 46-ї піхотних дивізій.

## Райони бойових дій
- Німеччина (грудень 1940 — червень 1941);
- СРСР (південний напрямок)) (червень 1941 — липень 1942).

## Командування

### Командири
- генерал-лейтенант Курт фон дер Шевалері (нім. Kurt von der Chevallerie) (16 листопада 1940 — 22 жовтня 1941).

## Нагороджені дивізії
Нагороджені дивізії
|  | Кавалери Золотого Німецького Хреста          | 4 |
|  | Кавалери Лицарського хреста Залізного хреста | 1 |